# ریدنهایم
ریدنهایم (به آلمانی: Riedenheim) یک شهر در آلمان است که در Würzburg واقع شده‌است.